# ウォーター・スパニエル
ウォーター・スパニエル（英：Water Spaniel）は、スパニエル犬種のうち、水中作業に適した犬種のグループの総称である。特定の犬種ではない。

## 概要
ウォーター・スパニエルは、主に水辺での回収作業や漁作業の手伝いといった、水上・水中での作業を専門として働くために誕生したグループである。原始的なレトリーバー種であるとも言え、このグループから更に多くの犬種グループが発展していった。
現存するウォーター・スパニエルとして最も古い犬種はフランスのバルビーで、この犬はプードルの先祖にもなった。尚、プードルも元々はこのグループに属している犬種である。
常に人の指示に従って使役させるため、温和で従順、物分りの良い性格に改良された種が多い。中には厳しい環境下で使役させるために屈強な性格に改良されて作出された犬種もあったが、それは地域限定犬種となるにとどまり、人気が出ず100年ほどで絶滅してしまった。
本グループに属する犬は先出のように性格が温和な他、四肢が長めで小型〜中型犬サイズ（中型中期以降の体高の犬はレトリーバーとして分類される）、水が特に大好きで、低アレルゲンのコートを持つことが大きな特徴である。
犬はもとからどんな種でも泳力がある生物ではあるが、本グループに属する犬はその中でも特に泳力に優れている。種にもよるが、岸幅約50mの川を往復しながら銃で撃ち落された鴨の回収作業を行なったり、泳ぎながら作業をこなすことが出来る能力を持つ。このとき、コートは空気を多く含んで体温を保ち、水から上がった際に体を数回振ればすぐに乾かすことが出来るようになっている。そのため、コートは縮れていてふわふわで、油を多めに含んでいる。
低アレルゲンのコートを保持している由来についてははっきりとは分かっていないが、このことが水中作業の縮小した現在でも高い人気を保っている要因の一つでもある。このコートは犬に対してアレルギーや喘息を持つ人でも安心して飼育が出来るというメリットを生み、犬は好きだがアレルギーがある人でも犬を飼うことを可能にした。又、このコートは抜けにくく、通常の犬種に比べて抜け毛が少なめで、換毛期を除けば手入れが楽であるという点も持つ。
現在メディアにグループとしての露出・言及が行なわれることは少ないが、グループの中でもっとも人気の高い犬種であるプードルに関わる「サイズ階級問題」、「乱繁殖問題」、「プードル・ハイブリッド問題」などが世界的な社会問題になっている。

## ウォーター・スパニエルから派生した犬種グループ
ここでは、本グループから派生した主なグループを挙げる。グループ・説明名ののちに挙げられている犬種はそのグループの中でも特に著名なもので、それら全てが本グループの犬というわけではないので注意。本グループの特徴を強く残した種類は犬種名を太字にした。
- レトリーバー種

…ウォーター・スパニエルのうち、サイズが大きいものから派生した。ゴールデン・レトリーバー、ラブラドール・レトリーバー、カーリーコーテッド・レトリーバー、ツウィード・ウォーター・スパニエルなどがいる。
- ビション系犬種

…ウォーター・スパニエルのうち、サイズが小さいものが貴族に好まれて愛玩犬として改良された巻き毛の犬のグループ。ボロニーズ、ビション・フリーゼ、コトン・ド・テュレアール、マルチーズなど。

## ウォーター・スパニエル犬種の一覧
- アイリッシュ・ウォーター・スパニエル - 本グループとレトリーバーの中間種でもある。
- アメリカン・ウォーター・スパニエル
- イングリッシュ・ウォーター・スパニエル
- バルビー
- プードル